# Capital One Arena
El Capital One Arena és un pavelló multiesportiu i una zona d'entreteniment situat a Washington DC, Estats Units. El seu nom prové del seu principal patrocinador, l'empresa de bancos Capital One. Des de la seva inauguració el 1997 fins al 2006 se l'ha anomenat MCI Center, una altra empresa de telefonia que va ser adquirida per l'anterior. Popularment se l'anomena també la Cabina de telèfon, per la seva relació amb el món de la telefonia, Verizon, de 2006 a 2017.

## Història
El pavelló va obrir les portes el 2 de desembre del 1997, a la zona de Chinatown de la capital americana. Va substituir al US Air Arena, que estava als afores de la ciutat. El Verizon Center va ser el catalitzador de la gentrificació del barri xinès capitalí, cosa que va forçar a molts petits comerços xinesos a tancar, fet que va provocar grans polèmiques entre la població oriental de la capital.

## Aforament
L'aforament total del Capital One Arena és de 20.173 espectadors pels partits de bàsquet, que es redueix a 18.277 quan es fa servir com a pista d'Hoquei sobre gel o per a partits de lacrosse.

## Equips
El pavelló és compartit pels següents equips:
- Washington Wizards (NBA)
- Washington Mystics (WNBA)
- Washington Capitals (NHL)
- Georgetown Hoyas (NCAA)
- Washington Power (NLL)

## Esdeveniments
Al llarg de la seva curta història ha allotjat nombrosos esdeveniments, alguns sense relació amb l'esport, com el circ Ringling Brothers and Barnum & Bailey Circus o infinitat de concerts. Quant a l'estrictament esportiu, el més destacable és:
- World Championship Wrestling (WCW), 1997-2000
- Torneo de baloncesto de la NCAA, primera i segona ronda, 1998, 2002 i 2008
- Torneo de baloncesto de la NCAA, finals regionals, 2006
- World Wrestling Entertainment (WWE), 2000, 2005 i 2007
- All-Star Game de l'NBA, 2001, 2002 i 2007
- Campionat del Món de Patinatge, 2003
- Torneig de bàsquet masculí de l'Atlantic Coast Conference (ACC), 2005

## Galeria

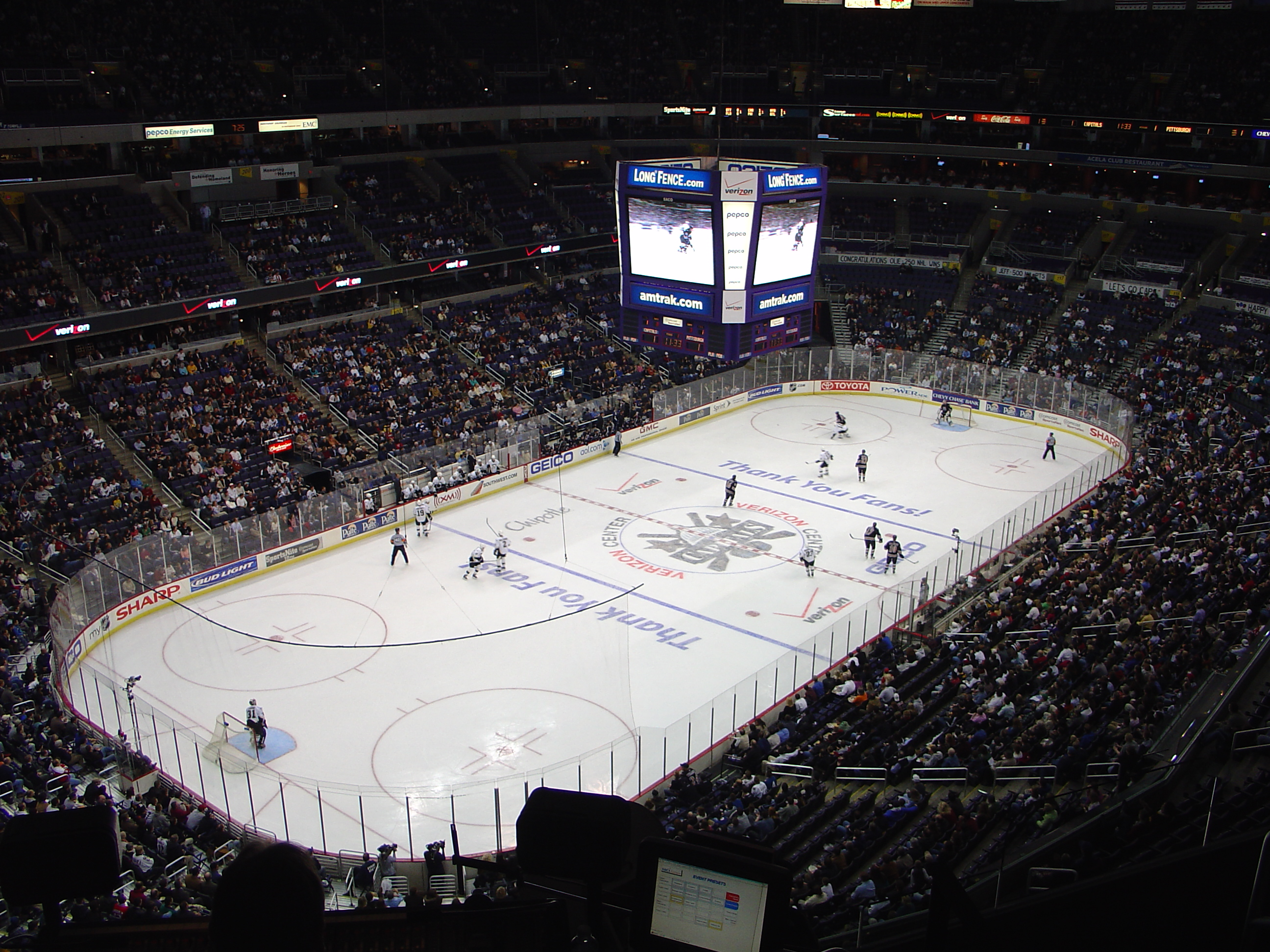
Partit d'hoquei dels Washington Capitals
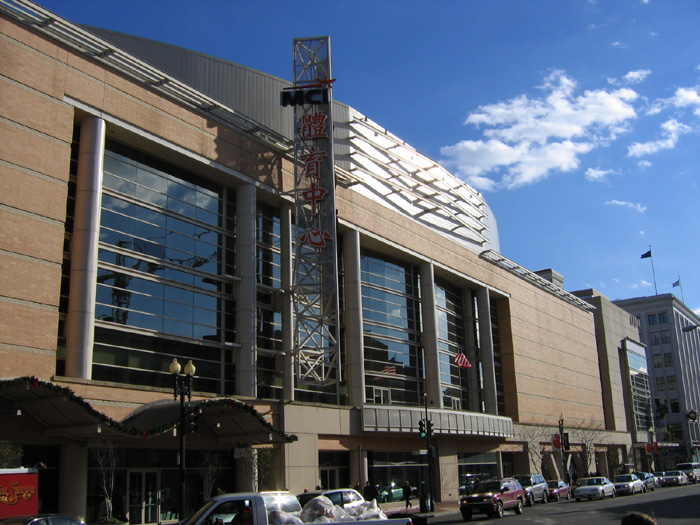
Entrada al pavelló
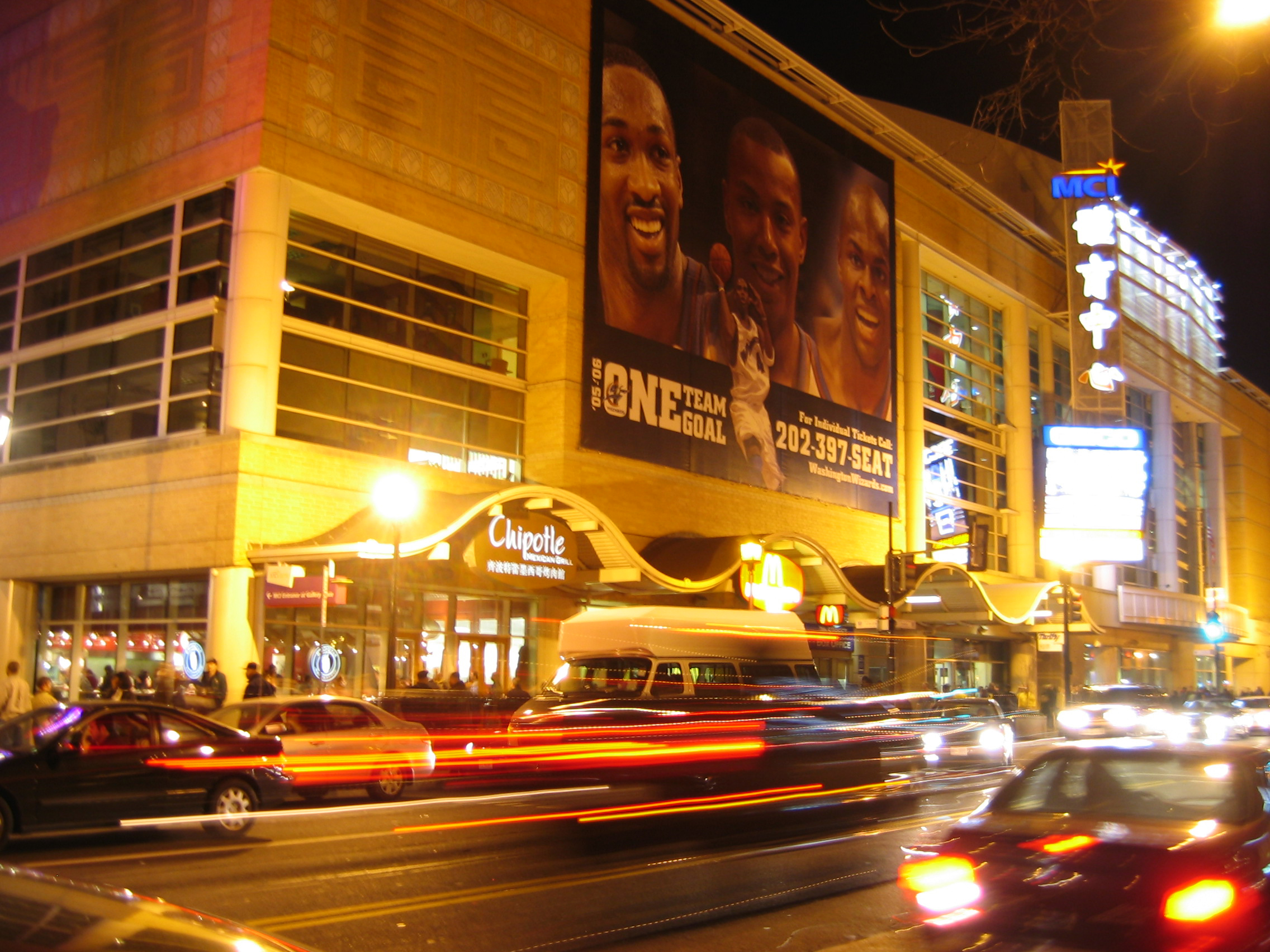
Entrada al pavelló de nit
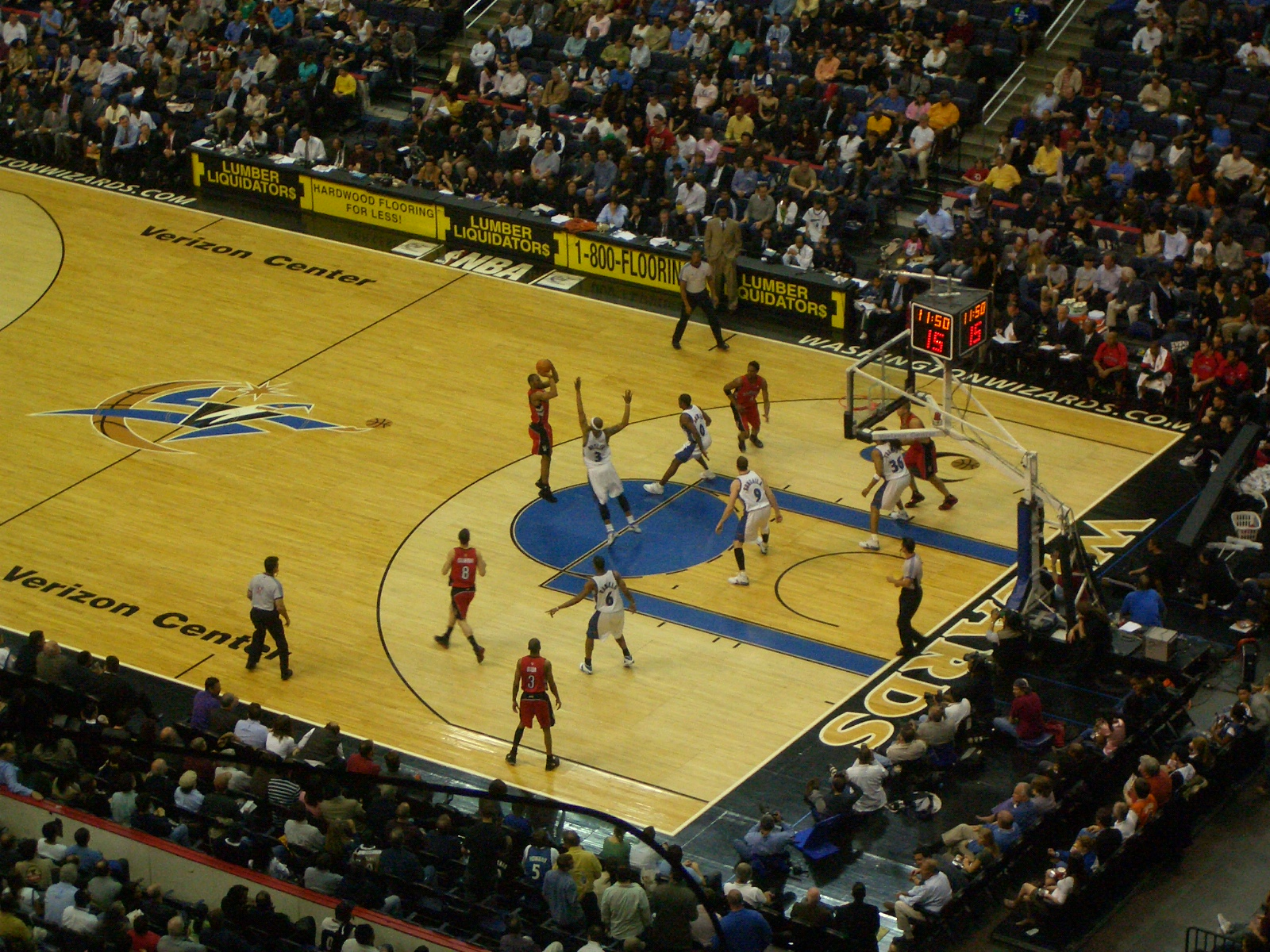
Washington Wizards contra Toronto Raptors, 30 de març del 2007